# Mühlenstraße 12 (Quedlinburg)

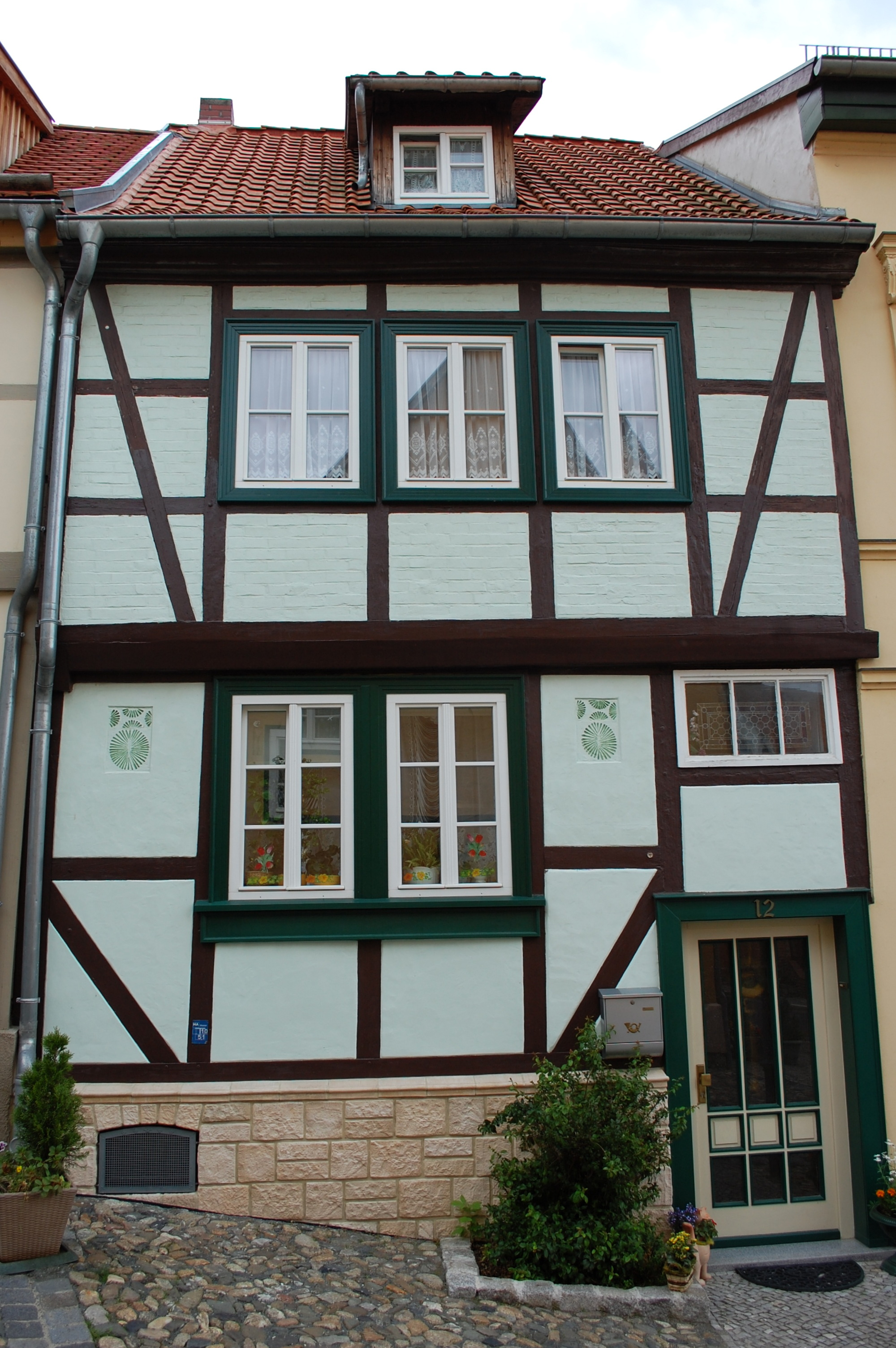
Mühlenstraße 12

Das Haus Mühlenstraße 12 ist ein denkmalgeschütztes Gebäude in der Stadt Quedlinburg in Sachsen-Anhalt. 
Es befindet sich südlich des Quedlinburger Schloßbergs und gehört zum UNESCO-Weltkulturerbe. Das Gebäude ist im Quedlinburger Denkmalverzeichnis eingetragen.

## Architektur und Geschichte
Das schlichte zweigeschossige Fachwerkhaus wurde in der Zeit um das Jahr 1800 gebaut. Bemerkenswert sind zweimal drei in die Ausmauerung der Gefache eingefügte Ziegel, die vermutlich nach einer anderen Verwendung hier wiederverwendet wurden. Die drei Ziegelsteine weisen als Abdrücke halbierte Fächerrosetten auf. Noch für die 1990er Jahre wurden drei dieser Steine oberhalb der Haustür beschrieben, sind nun jedoch links und rechts der Fenster des Erdgeschosses erkennbar.